# 789

## أحداث
- تأسيس مدينة فاس على يد أدارسة وتقع حاليا في المغرب.
- دخول الأدراسة مدينة تلمسان بقيادة السلطان إدريس بن عبد الله.

## مواليد
- ابن الزيات (وزير) شاعر عراقي
- زرياب مغني وملحن وموسيقار كردي من العصر العباسي

## وفيات
- الخيزران بنت عطاء
- الخليل بن أحمد